# Ataun
Ataun és un municipi de Guipúscoa (País Basc).

## Eleccions municipals 2007
Tres partits es van presentar com candidats a l'ajuntament; La candidatura independent "Herrigintza", PSE-EE i PP. Els resultats van ser aquests: 
- Herrigintza (independents): 604 vots (9 escons)
- Partit Socialista d'Euskadi - Euskadiko Ezkerra: 2 vots (0 escons)
- Partit Popular: 2 vots (0 escons)

Això va fer que l'alcalde del municipi fos Bittor Oroz Izagirre, per part del partit independent "Herrigintza", que assolí la majoria absoluta amb totes 9 regidories. Cal destacar que ni PSE-EE ni PP van obtenir cap regidoria, a causa del fet que ambdues candidatures van obtenir solament 2 vots. Destacar l'enorme suport a la candidatura abertzale il·legalitzada prèviament EAE-ANV, en ser el vot nul de 473 vots.

## Situació
Ataun és un municipi muntanyenc, limitant amb Navarra. Es troba entre les pastures d'Aralar i la zona industrial de Goierri.

## La baixada dels Jentiles
Cada any, al novembre, es realitza la "Baixada dels Jentiles", processó basada en les llegendes i la història del lloc, i en Jentilbaratza, resta medieval del castell navarrès.

## Distribució urbanística
Està dividit en tres barris principals: San Martín, San Gregorio i Aia. Té dos frontons, i en el municipi es troba el Centre d'Iniciació a la Naturalesa de Lizarrusti. L'església posseeix un orgue barroc del segle xviii. Per Ataun transcorria una de les branques del Camí de Sant Jaume.

## José Miguel de Barandiarán

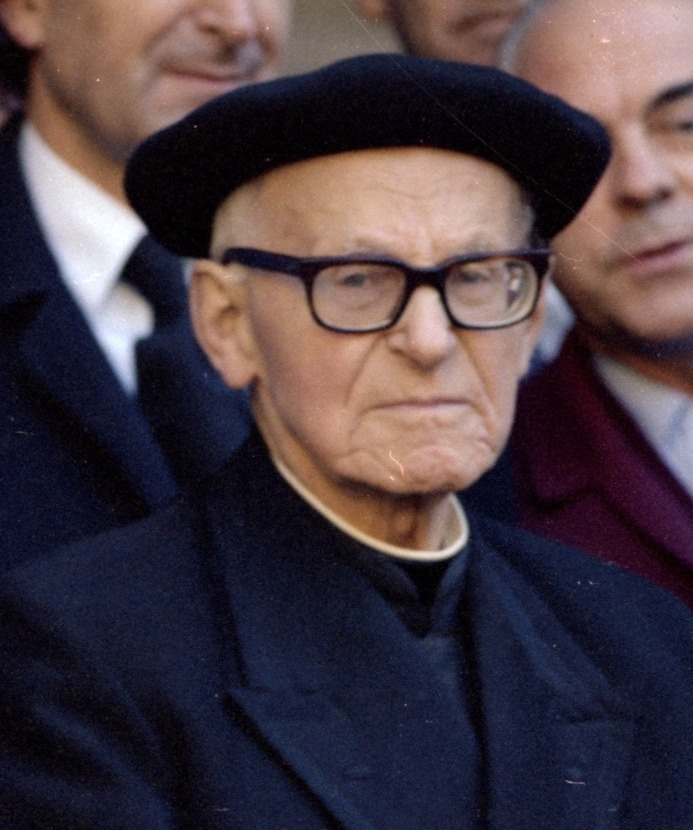
El pare Barandiaran

A Ataun li correspon l'honor de ser el bressol d'un dels més insignes antropòlegs bascos, José Miguel Barandiarán.